# Đái Lai Động chúa
Đái Lai Động chúa (chữ Hán: 帶來洞主; bính âm: Dailai Dongzhu) là một nhân vật hư cấu trong tiểu thuyết lịch sử Tam Quốc diễn nghĩa của nhà văn La Quán Trung. Trong tiểu thuyết này, Đái Lai xuất hiện tại Hồi thứ 90 cho đến Hồi thứ 91 và được giới thiệu là em trai của Chúc Dong phu nhân vợ của Mạnh Hoạch và hiện đang làm trưởng bộ Bát Phiên và là chúa động Đái Lai. Đái Lai tham gia vào chiến dịch của người Nam Man chống lại sự tấn công của quân Thục Hán vào vùng Nam Trung.
Đái Lai đã hiến kế cho Mạnh Hoạch cầu viện lực lượng của Mộc Lộc đại vương và Ngột Đột Cốt để chống lại quân Thục và được Mạnh Hoạch giao nhiệm vụ liên lạc với các lực lượng này, Đái Lai đã hoàn thành tốt công việc Mạnh Hoạch giao cho. Trong các đợt tấn công của quân Thục, Đái Lai và Mạnh Hoạch nhiều lần thất bại phải bỏ động rút sâu về phía Tây Nam. Đái Lai từng dùng kế phản gián để bắt Mạnh Hoạch nộp cho Khổng Minh nhưng Khổng Minh đã biết trước kế hoạch và tương kế tựu kế bắt toàn bộ quân Nam Man. Đái Lai sau cùng bị bắt lần thứ bảy và lần này đã cùng Mạnh Hoạch, Chúc Dung quy hàng quân Thục.